# Johann Gottlieb Korn

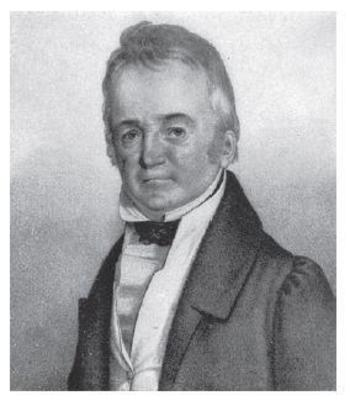
Johann Gottlieb Korn

Johann Gottlieb Korn (4 października 1765 we Wrocławiu, zm. 23 sierpnia 1837) – księgarz i wydawca niemiecki, właściciel drukarni we Wrocławiu.
Syn Wilhelma Gottlieba, również księgarza i wydawcy oraz Karoline Elisabeth z domu Pfitzner, córki wrocławskiego urzędnika. W roku 1790 podjął pracę w firmie ojca zajmując się w niej początkowo porządkowaniem jej nieco zaniedbanej przez ojca administracji. Pomimo konkurencji drukarni i wydawnictwa Grassa w 1804 Kornowie posiadali w swojej drukarni 9 pras i zatrudniali 22 pracowników.
Przejąwszy firmę kontynuował profil wydawnictwa Korn. Wydawał i drukował książki i prasę po niemiecku, między innymi zapoczątkowaną jeszcze przez jego dziada Johanna Jacoba w 1742 „Schlesische Zeitung”; zachowując dobre stosunki z władzami pruskimi, wychodził także naprzeciw zapotrzebowaniu na wydawnictwa w języku polskim i wydawał – poza dziełami niemieckimi – również polskie słowniki i polską literaturę piękną (Kochanowskiego, Trembeckiego, Karpińskiego i innych). Wydał po polsku Biblię w przekładzie księdza Wujka, liczne podręczniki, książki dla młodzieży i książeczki do nabożeństwa.
Z Christine Dorotheą Weigel, którą poślubił w grudniu 1797 miał jednego syna – Juliusa, który zmarł w 1837 krótko przed nim.